# 書物占い
書物占い（しょもつうらない、ビブリオマンシー、英: bibliomancy）とは本を使った占いをいう。聖典や詩集で無作為にページを開き単語や節を選ぶというもので、世界的に広く行われている。

## 用語
『オックスフォード英語辞典』によると "bibliomancy" という語は、「本」を意味する βιβλίον (biblio-) と「…による占い」を意味する μαντεία (-mancy) から成り、「本による、あるいは聖書の節による占い」という意味で1753年に初出が見られる（『サイクロペディア、または諸芸諸学の百科事典』）。この語と同義にされることがある "stichomancy" という語は、「行」「節」を意味する στίχος (sticho-) から成り、「無作為に本から選ばれた行・節による占い」という意味で1693年頃に初出が見られる（アーカートの『ラブレー』）。
"bibliomancy" と似た語に、「詩」「歌」「頌」を意味する rhapsode を語源とし「詩から無作為に節を読んで占う」を意味する "rhapsodomancy"（吟唱占い）がある。歴史的に遡ると、古代ローマの習慣にソーティーズ (sortes) という書物を使った占いがあり、ホメーロス、ウェルギリウス、聖書のどれを使うかでジャンル分けがあった。

## 歴史
聖書は占いを禁じていると一部のキリスト教・ユダヤ教の宗派は考えているが、申命記では特に "nahash" と "me'onen" （いわゆる占い師の類）を厳しく禁じている。nahash の文字通りの意味は蛇や猫が出すシュッという音だが、ささやき声という意味も持ち、歴史的に「魔術」を意味すると考えられている。me'onen は「時」「時期」「季節」を意味する onah から派生した語で、何らかの活動を行うタイミングの良し悪しを指図する者という意味である。
シュルハン・アルーフ (Rema, Yoreh Deah, 179) によると、疑問の答えを知るためにフンマーシュ（いわゆるモーセ五書）を開いたり、子供に最初に思いついた聖句を尋ねたりする、"goral" を使った占いは、降霊術の罪にはあたらないとされている。

## 方法
1. 真実を記していると信じられる本を手に取る
2. 本の背を下にして立て、自然に開くに任せる
3. 目を閉じて節を選ぶ

キリスト教徒ならば聖書、イスラム教徒ならばコーランが最も一般的に使われる。中世のヨーロッパにおいてはウェルギリウスの『アエネーイス』がよく使われた。当時は他に、ホメロスの『イーリアス』や『オデュッセイア』も使われた。
イランではハーフェズの詩集が最も使われるが、それ以外にコーランやルーミーの作品が使われることもある。
本が特定のページを開きやすいという理由で、どのページを開くかサイコロなどの別の方法で選ぶ者もいる。この方法は易経に従い、コインやセイヨウノコギリソウの茎を使って様式化されている。タロット占いは、各カードがページとして製本化されていないという違いがあるが、書物占いの一種ともみなせる。
他の方法として、ランダムにページを開く以前に、まず図書館からランダムに本を選ぶというものがある。これは、本棚から落ちていた本を偶然見つけたというケースにもあてはまる。イギリスの詩人ロバート・ブラウニングはエリザベス・バレットへの恋慕の行く末を知るためにこの方法を使った。彼は『セルティのイタリア語文法』という本に当たったことにまず失望したが、無作為に開いたページに視線を落とすと、その翻訳課題に「我ら今生が如くかの世でも愛し合わば、われ汝を永遠に愛さん」という一文があったのである。

## 使用された本
- 聖書 - Bibelstechen（ドイツ語版）と呼ばれる。
- ホメーロスの作品 - Homeromantie（ドイツ語版）
- Losbuch（ドイツ語版） - 中世後期からドイツで見られる書物占い用の本。アラビアなどの伝統に影響を受けたとされる。
- ディヴァン・イ・ハーフィズ - イランの書物占いに使われた本。聖典のクルアーンや詩集のマスナヴィー（英語版）なども用いられた。